# Pintarroxo-de-warsangli
O Pintarroxo-de-warsangli (Linaria johannis ou Carduelis johannis) é uma espécie de ave da família Fringillidae.

## Descrição
O pintarroxo-de-warsangli tem um comprimento de 13 cm, as partes superiores são cinzentas, as asas são pretas com um barra branca na base das rémiges primárias, a cauda é preta, o baixo dorso é castanho-avermelhado e o uropígio é branco. As partes inferiores são brancas com os flancos castanho-avermelhados.

## Distribuição
Endémico da Somália, distribui-se por duas pequenas zonas das terras altas do norte daquele país, Daalo e Mash Caleed, região de Sanaag.

## Taxonomia
Descoberto por Clarke, em 1919, em Mush Haled, a 1220m de altitude, na região de Warsangli, no norte da Somália, tendo-lhe dado o nome de Warsanglia johannis.
Anteriormente estave incluído nos género Acanthis e Carduelis. Não tem subespécies.

## Habitat
Os seus habitats naturais são: florestas secas tropicais ou subtropicais e matagal tropical ou subtropical de alta altitude. Encontra-se particularmente em florestas de juníperos.

## Alimentação
Alimenta-se de sementes de plantas herbáceas e de arbustos do género salva, em particular de salva da Somália (Salvia somalensis), segundo fotos do livro de Ottaviani (2011).

## Ameaças
Está ameaçada por perda de habitat. Considerada como espécie Em perigo pela IUCN, suspeita-se que a população esteja a decrescer devido ao abate da floresta de juníperos e a outras alterações de habitat em virtude da guerra civil.
Daalo é uma Reserva Florestal, mas esse facto não confere à espécie protecçãp legal, por causa da situação política na Somália.
Também não há medidas de conservação em curso nos últimos anos.